# الکساندروفکا (گمینا کرینکی)
الکساندروفکا (به لاتین: Aleksandrówka) یک منطقهٔ مسکونی در لهستان است که در Gmina Krynki واقع شده‌است.